# (8754) Leucorodia
(8754) Leucorodia (4521 P-L) – planetoida z pasa głównego asteroid okrążająca Słońce w ciągu 4,95 lat w średniej odległości 2,9 au. Odkryta 24 września 1960 roku.